# Muwatal·lis II
Muwatal·lis II va ser un rei hitita que va regnar possiblement des del 1295 aC fins al 1270 aC. Era fill i successor de Mursilis II.

## Títols i família
Els seus títols eren "Sol Meu", "Gran Rei" i "Rei d'Hatti". El nom, probablement d'origen luvita, volia dir "conqueridor" o, si era hitita "El poderós". El seu nom hurrita, nom que adoptaven els prínceps hitites va ser Sarri-Tesub. La seva dona es deia Tenu-Hepa. El seu germà era Hattusilis (després Hattusilis III) sacerdot de la deessa Sausga i durant el regnat de Muwatal·lis va ser governador de la Terra Alta Hitita i després rei vassall d'Hakpis. Tenia una germana, Masanauzzi (Maššanauzzi) que es va casar amb el rei Masturi de Seha. Se li coneixen dos fills: Urhi-Tesub, que després va ser el successor amb el nom de Mursilis III i Ulmi-Tesub o Kurunta. Un cosí seu, Arma-Tarhunta, fill de Zita (germà de Subiluliuma I) era governador de la Terra Alta Hitita, antecessor en el càrrec d'Hattusilis.

## Inici del regnat. Tractats
Va succeir al seu pare Mursilis II aparentment sense problemes. Muwatal·lis va renovar el Tractat amb Talmi-Sarruma de Khalap que havia fet amb el seu pare Mursilis II. Talmi-Sarruma era contemporani de Sahurunuwa, rei de Carquemix, fill de Sarri-Kusuh, amb el que probablement ja havia establert un tractat, tot i que no n'hi ha constància.

## Seti I a Síria
Al començament del regnat de Muwatal·lis la Síria del sud es va perdre enfront de Seti I, en diverses batalles entre els anys 1318 aC i 1304 aC, on el faraó egipci, que volia restablir el control sobre les terres de Canaan i Síria que havia perdut en favor dels hitites, es va apoderar d'Amurru i de Kinza (Cadeix). Els hitites van acceptar la seva derrota i segurament van fer un tractat reconeixent la frontera a una línia al sud de Cadeix.

## Campanyes contra els kashkes
Se li coneixen diverses expedicions contra els kashkes a Sadduppa i Dankuwa; alguna expedició contra els kashka la va dirigir son germà Hattusilis, al que Muwatal·lis va nomenar governador a Pitteyarika, no lluny de Samuha, però no li va donar les forces militars que Hattusilis reclamava. Tot i així Hattusilis va atacar als kashkes i els va derrotar de manera important a la rodalia d'Hahha, on va deixar una estela commemorativa, retornant als hitites les seves terres anteriors. Va fer presoners als caps kashka que va enviar a son germà Muwatal·lis. Aquesta victòria va decidir a Muwatal·lis a nomenar-lo cap de la guàrdia reial (el tercer càrrec de l'Imperi després del rei i l'hereu) i també el va fer gran sacerdot del deu de les turmentes de Nerik, que era adorat a Hakpis perquè la ciutat de Nerik seguia despoblada i es trobava en zona kashka, i el va nomenar de fet governador de la Terra Alta Hitita amb Samuha, Pitteyarika, Hakpis, Istahara, Tarahna, Hattina i Hanhana com a principals ciutats, totes a la vora dels territoris kashka.

## Conflicte entre Arma-Tarhunta i Hattusilis
L'antic governador, Arma-Tarhunta, fill de Zida (germà de Subiluliuma I), va quedar relegat a una posició secundària, cosa que no li va agradar i va començar a difondre rumors de sobre Hattusilis, al que va acusar de dedicar-se a la bruixeria, rumors que al final van arribar a Muwatal·lis que va començar a sospitar de son germà. Hattusilis va respondre acusant Arma-Tarhunta del mateix; el rei els va fer passar una prova religiosa (la Divina Roda) que Hattusilis va superar. Arma-Tarhunta va ser condemnat per bruixeria junt amb la seva dona i fills i les seves terres confiscades i entregades a Hattusilis (l'única excepció va ser que el rei va declarar innocent a un dels fills, Sippa-ziti, per pietat, ja que Arma-Tarhunta era un familiar i ja era vell, i finalment la confiscació va consistir només en la meitat de les terres, i l'acusat, dona i fills van haver de marxar desterrats a Alashiya). Des de llavors Hattusilis va rebre les forces necessàries i va vèncer repetidament al kashka.

## Els regnes occidentals
A l'oest, Kupanta-Kurunta de Seha en va ser el rei durant més o menys tot el seu regnat. Ura-Hattusa era rei probablement d'Hapalla. Kupanta-Lamna, fill de Mashuiluwa de Mira-Kuwaliya, descendent dels reis d'Arzawa pel seu pare i dels reis hitites per la mare (la mare era filla de Subiluliuma I)), va succeir al seu pare. El Regne de Masa es va revoltar i va atacar Wilusa, i el seu rei, Alaksandu, va demanar ajut a Muwatal·lis II, que li va enviar tropes escollides que van derrotar els rebels. Un nou tractat es va establir amb Alaksandu, que es reconeixia vassall del gran rei. En el tractat el rei diu que l'hauria d'assistir en les seves campanyes a Karkissa, Masa, Lukka, i Warsiyalla. Durant aquest tractat s'esmenta a Mitanni com estat independent.
Ahhiyawa i Millawanda seguien independents, la segona ciutat governada per Atpa. Piyama-radu, un guerrer possiblement de Lazba (Lesbos) d'on era el seu avi, i que dirigia un contingent de desarrelats arzawans, es va posar al servei d'Ahhiyawa en una possible lluita contra els hitites i després es va casar amb la filla d'Atpa. Lesbos era una dependència del rei de Seha, que era lleial als hitites. Ahhiyawa va buscar aliats contra els hitites, però el rei de Mira i Kuwaliya va rebutjar, encara que Wilusa s'hi va aliar. Muwatal·lis va enviar un exèrcit a Seha des on va atacar Wilusa. Manapa-Tarhunta de Seha no va participar al·legant estar molt malalt (segon una carta havia quedat impossibilitat i probablement va morir poc després). Potser durant aquesta malaltia, Piyama-radu va atacar Lazba on el seu avi havia minat la lleialtat dels illencs a Seha. El Saripu (¿delegat?) de Seha a Lazba, i el Saripu del gran rei hitita a l'illa van ser incitats per l'avi a revoltar-se i al final ho van fer i es van passar a Piyama-radu. El final de la història no es coneix, però en tot cas Piyama-radu, amb el suport d'Ahhiyawa i de Millawanda va continuar l'enfrontament amb els hitites durant bastant de temps. Al final del regnat apareix com a rei de Seha Masturi, probablement un fill de Manapa-Tarhunta II que es va casar amb Maššanauzzi, germana de Muwatal·lis II.

## El regne de Mitanni
Cap a l'any 1295 aC Adadnirari I d'Assíria, al·legant que havia estat atacat per Shattuara I de Mitanni, va atacar el regne i es va emportar el rei a Assur, i encara que després li va retornar el tron, ja només era un mer vassall. El seu fill i successor, Wasashatta es va revoltar al cap d'un temps contra Assíria i va demanar l'ajut hitita. Muwatal·lis va acceptar el pagament fet per l'hurrita a canvi de l'ajut que després no va enviar, i Adadnirari va ocupar Taite (Taidu) i altres ciutats, i finalment Irridu, l'últim bastió de la resistència, ciutat que va ser destruïda, i va fer presoners als familiars del rei, emportant-se el tresor reial i als presoners a Assur.

## Trasllat de la capital
Muwatal·lis va establir la capital de l'Imperi a una ciutat al sud-oest del país, a la Terra Baixa Hitita, anomenada Tarhuntasa o Tarhuntassa. Mitannamuwa, es va encarregar d'Hattusa, l'antiga capital. Aquest personatge, de jove havia salvat la vida a Hattusilis, germà del rei, i era cap dels escrivents, un lloc important de la cort. Aquest càrrec va ser llavors ocupat per Burandaya, un dels fills de Mitannamuwa. El motiu d'aquest trasllat, que va provocar certa oposició, es va fer segurament per un auguri dels déus, i potser per situar la presència del rei en un lloc més proper a la frontera síria. El desplaçament va comportar el trasllat dels déus ancestrals a la nova capital. També hi va haver una forta reestructuració administrativa.

## Guerra de Pishuru (ciutat dels kashka)
En aquell moment a les terres dels kashkes tenia l'hegemonia Pishuru. Ishupitta i Daistipassa, a la Terra Alta Hitita, eren aliades de Pishuru i es van apoderar de les terres de Landa, Marista i algunes ciutats fortificades dels hitites. El rei no els va poder contenir i els kashkes van continuar avançant al sud creuant el riu Marasanda o Maraššanda i arribant fins a la terra de Kanis (Kanesh). Les ciutats de Kurustama, Gazzuira i una altra de la que no es pot llegir el nom però que comença per Ha... es van unir als kashka i van atacar les ciutats hitites de la rodalia. Durmitta també va quedar sota control kashka i va atacar la comarca de Tuhuppiya. Els kashkes no van trobar cap obstacle a la terra de Ippasanama (Ippaššanama), i van poder seguir fins a atacar la terra de Suwatara. Només dues ciutats, una d'elles Istahara (l'altra no es pot llegir) van escapar als atacs kashka.

## Creació del regne d'Hakpis
En aquestes circumstàncies Muwatal·lis va decidir crear un regne vassall al nord per son germà Hattusilis, amb l'encàrrec de contenir als kashka. La cort reial es va fer càrrec de fortificar Anziliya i Tapikka, que pertanyien al nou regne, però el gran rei va refusar fer campanya a Durmitta i Kurustama perquè ja era responsabilitat d'Hattusilis, i va retornar a Tarhuntasa deixant a son germà sol amb els seus propis recursos. Les terres del nou regne estaven quasi totes ens mans del kashka i el mateix Hattusilis les esmenta com a "Terres buides". El regne el formaven Ishupitta, Marista, Hissashapa, Katapa, Hanhana, Darahna, Hattena, Durmitta, Pala, Tummanna, Gasiya, Sappa, el riu Hulanna, Hakpis i Istahara, les dues darreres en "servitud", probablement administrades però no part del regne. La capital la va establir a Hakpis. L'autonomia del rei era amplia com a territori de frontera en part per conquerir. El nou rei, amb una eficaç combinació de força militar i de diplomàcia va aconseguir en deu anys restablir l'ordre i repoblar moltes regions.

## La batalla de Wistawanda
El punt clau de la campanya va ser la victòria militar sobre la ciutat de Pishuru, que havia conquerit fins Taggasta per un costat i fins a Talmaliya per l'altra, havia conquerit també Karahna i Marista i havia reunit un exèrcit amb 800 carros de combat i nombrosa infanteria. Pishuru va caure derrotada decisivament a Wistawanda quan l'exèrcit kashka es va desbandar a la mort del seu cap. Muwatal·lis només va enviar 120 carros i no va enviar infanteria. La reconquesta de les ciutats hitites a partir d'aquell moment va ser senzilla. Hattusilis va erigir una estela a Wistawanda. Encara després Hattusilis va poder enviar forces a son germà per la batalla amb Egipte que es va lliurar a Cadeix, a Síria.

## La batalla de Cadeix
Sobre els antecedents i desenvolupament de la batalla de Cadeix i donada la manca de fonts hitites, cal consultar les cròniques de Ramsès II. El rei hitita portava contingents de Mitanni (?), Arzawa, Dardany (?), Masa, Pitassa, Arawanna, Karkisa, Lukka, Kizzuwatna, Karkemish, Ugarit, Khalap, Nuhase, Cadeix i un territori o ciutat anomenat pels egipcis Mwš3n.t (no identificat) a més d'altres contingents (d'Hakpis segur i probablement de Seha, Mira i Kiluwiya, Hallapa, Wilusa...). La batalla es va resoldre amb un empat tot i que Hattusilis d'Hakpis va atribuir la victòria a son germà i Ramsès II se la va atribuir a si mateix i va dir que l'hitita va demanar la pau. És possible que així fora; no havent obtingut la victòria efectiva cap de les dues bandes, l'alternativa era un tractat. Els egipcis tampoc no estaven interessats en la continuació de la guerra i van signar el tractat en el que les posicions hitites es mantenien sense canvis i els egipcis es retiraven. A les cartes d'Amarna un rei d'Alashiya es queixa a Akhenaton de les expedicions de Lukka, que apareix com aliat hitita a la batalla de Cadeix.

## Campanya de Síria
Muwatal·lis va combatre llavors als petits reis locals. Amurru es va haver de sotmetre de nou i va enderrocar al rei Bentisina, col·locant al seu lloc un tal Sapili. El rei encara va conquerir Apa (potser Damasc?) més al sud, i després va retornar a Hatti. El seu germà Hattusilis es va quedar vigilant a Apa on va romandre potser un parell d'anys, fins que va tornar Ramsès II amb un exèrcit dividit en dues parts: una dirigida pel seu fill Amonherkhepsef, que va dominar les tribus de Shosu, del Negev i la mar Morta i als edomites i es va dirigir a Moab; l'altra part, dirigida pel mateix Ramsès, va atacar Jerusalem i Jericó i després va entrar també a Moab i es va unir al seu fill i junts van marxar contra Hesbon i finalment van reconquerir Apa, moment en què Hattusilis va haver de tornar si no ho havia fet abans. En els següents dos anys Ramsès va travessar el riu dels Gossos (Nahr al-Kakb) i va entrar a Amurru; l'exèrcit egipci va arribar fins a Dapur al nord, on Ramsès es va fer erigir una estàtua. Cadeix, ben propera, va quedar dins dels seus dominis però al cap d'un any Dapur tornava a ser hitita i un any després va haver de ser atacada altra vegada per Ramsès. Aquí el faraó diu que va guanyar la batalla sense problemes i que no es va posar l'uniforme fins al cap de dues hores d'iniciada la batalla; però aquesta victòria tampoc li va servir de gaire perquè pocs anys després va haver de fer la pau amb els hitites i va haver de reconèixer el seu control sobre la regió.
Hattusilis va demanar a son germà l'entrega de Bentisina, ex-rei d'Amurru, que son germà li va concedir i va concedir al rei deposat una residència personal a Hakpis; aquesta relació serà favorable per la recuperació de la desgràcia de la dinastia de Bentisina.

## Revolta a Hakpis
Hattusilis en tornar al seu país va passar per Lawazantiya on va fer ofrenes a la seva deessa Sausga i es va casar amb Pudu-Hepa, germana de Pentib-sarri, gran sacerdot de Lawazantiya, matrimoni que potser no va tenir l'aprovació reial. Després va tornar al nord, al seu regne d'Hakpis on va fortificar Hawarkina i Dilmuna, però va esclatar una revolta contra ell. Hattusilis, mancat de l'ajut del gran rei, va cridar als seus aliats kashka i va aplanar la rebel·lió. Va restaurar i repoblar Durmitta, Ziplanda, Hattena, Hakpis, Istahara i una altra ciutat. Sembla que Hattusilis va administrar fins i tot Hattusa. Sausga era la deïtat tutelar del seu regne.

## La successió
Les disputes successòries van ser importants. Urhi-Tesup, fill de segon rang, sense esperances de successió, es va veure empès per circumstàncies especials a una posició en la que semblava l'hereu aparent. Finalment en va ser el successor amb el nom de regne de Mursilis III que mai va utilitzar.